# 和田站 (中國)
和田站位于中华人民共和国新疆维吾尔自治区和田地区和田市，是喀和铁路和和若铁路的一座车站。和田站位于和田市北部，也作为和田的主要的火车站，于2011年投入使用。

## 历史
- 于2011年6月28日投入使用。
- 2014年因地震中断运营半天[5]。

## 设计特色

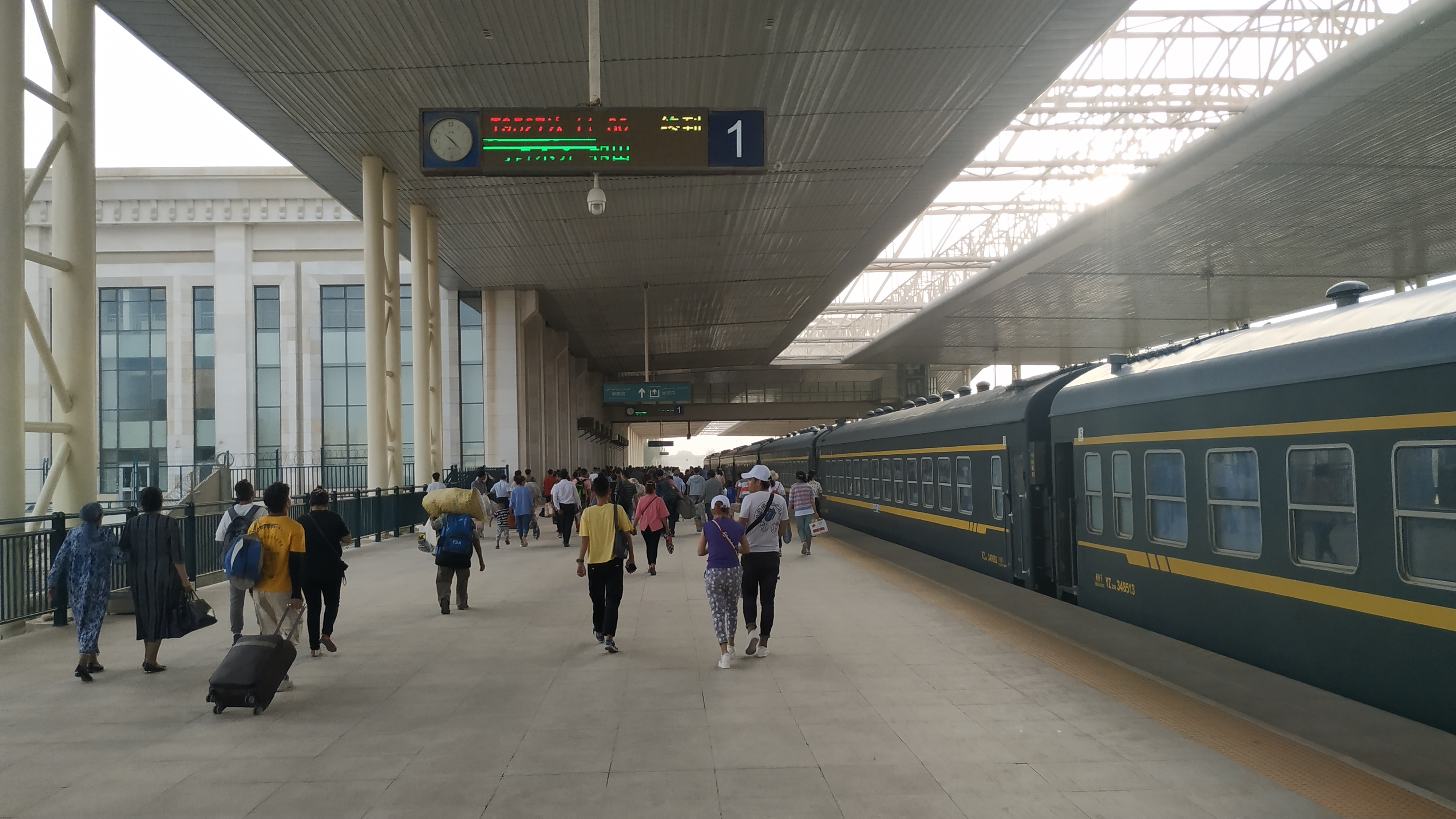
和田站1站台

和田站站房为现代感飘逸造型，外墙面为白色花岗岩石材，正立面配有白色花岗岩浮雕，整体设计充分体现了和田玉文化。站房整个建筑立面为凸形，主体3层，自下而上分别为广场层、站台层、高架层，两侧设有售票厅、贵宾厅，站房前面设有引桥一座，便于进站旅客直接进入候车大厅。

## 始发列车
| 列车所属路局   | 车次     | 目的地   |
| -------------- | -------- | -------- |
| 跨局列车       |          |          |
| 蘭州局集團     | K4092/3  | 兰州     |
| 管內列车       |          |          |
| 烏魯木齊局集團 | 7558/5   | 乌鲁木齐 |
| 烏魯木齊局集團 | K6738/5  | 乌鲁木齐 |
| 烏魯木齊局集團 | 5810     | 喀什     |
| 烏魯木齊局集團 | T9528/5  | 乌鲁木齐 |
| 烏魯木齊局集團 | Y964/1   | 乌鲁木齐 |
| 烏魯木齊局集團 | K9720/17 | 伊宁     |